# REVERSLOW
REVERSLOW（リヴァースロー）は元PENPALSのフロントマンハヤシムネマサ（林宗應）のソロプロジェクトとして2004年の秋ごろより活動を開始。その後2005年8月より現在のメンバーによるバンド形態となる。R and C所属。

## メンバー
- ハヤシムネマサ（1月28日 - ）ボーカル・ギター
- ツカザキタカシ（10月24日 - ）ギター
- ヒライヨシト（8月4日 - ）ベース

### 元メンバー
- タカハシコウジ（12月4日 - ）ドラム

## ディスコグラフィー

### シングル
- チェイス/ハイヒール（2006年8月9日）
  1. チェイス（「ジャンクSPORTS」エンディングテーマ）
  2. ハイヒール（「オビラジR」第一期エンディングテーマ）
  3. そして僕は途方に暮れる

### アルバム
- メロディーチェイン（2005年5月18日）
  1. アクセル
  2. シグナル
  3. ストラト
  4. ナツカゼ
  5. ロデオ
  6. リヴァース
  7. スロウ
  8. Mari Me!
  9. トレモロ
  10. サンドラ
  11. イツカ
  12. D33
  13. Phase
  14. ランチタイムブギー
- SWEETNESS（2006年9月13日）
  1. 各駅停車
  2. 望郷メトロ
  3. ハイヒール(album ver.)
  4. 夜が明ける
  5. カーディガン
  6. SHA-LA-LA
  7. 踊ってくれないか?
  8. SWEETNESS
  9. 名前
  10. チェイス(album ver.)
  11. サンキュー
  12. アンコール
  13. 踊ってくれないか?(Reprise)